# Kiboko Island
Kiboko Island är en ö i Kenya.   Den ligger i länet Kisumu, i den västra delen av landet, 270 km nordväst om huvudstaden Nairobi.